# Švandaluzie
Švandaluzie je fiktivní země v příbězích pro děti napsaných Alenou Vostrou.
Země je charakteristická tím, že v ní platí absurdní zákony a národní plodinou je brambora. K obyvatelům této země patří čaroděj Lógr, školní inspektor Motejl či přestárlý žák pan Plachetka.
Příběhy o Švandaluzii vycházely v časopise Mateřídouška, následně byly vydány knižně nejprve pod názvem Švandaluzie (1988), a následně pod názvem U nás ve Švandaluzii (2003).